# 郭子豪
郭子豪（英語：Arnold Kwok Tsz Ho，1991年7月9日—），香港男演員及模特兒，前無綫電視經理人合約藝員。

## 簡介
郭子豪出生於富裕家庭，父親經營時裝貿易生意。他曾就讀喇沙書院，後到英國布萊頓公學繼續唸書，畢業於倫敦帝國學院機械工程系，2012年回港到保時捷當實習生時獲美國服裝品牌「Abercrombie & Fitch（A&F）」相中，擔任香港旗艦店與全球店鋪開幕禮的模特兒，是首名兼惟一一名華人從事此工作。他其後跟幾名友人一起成立小型獨立製作公司「Take 7 Productions Ltd」，親任編劇和微電影、廣告、音樂錄像的導演或助導。2014年底，他加入無綫電視成為旗下經理人合約藝員，翌年則修讀第28期無綫電視藝員訓練班，接著主力拍攝劇集，以及經營自家服裝品牌。他在涉足娛樂圈前曾任職三個月有關機械工程的暑期工，但覺得做演員較適合自己，因此投身演藝行業。
2017年，郭子豪於無綫劇集《親親我好媽》飾演籃球王子「連國佳（Hugo）」而為人認識。2018年，他參加《2018 PCA PRO 及香港健美及運動體適能錦標賽》，且奪得「第一屆華南地區男子運動模特組別冠軍」，亦成為首名在健美比賽中獲得冠軍的香港藝人。同年，他在台慶劇《跳躍生命線》飾演救護員「陸昊然（六號）」，演技獲網民稱讚有進步。另外，他開始任職 MegaBox Goji Studios 分店的私人健身教練，也與李日昇、譚坤倫、朱斐斐等藝人組成教練團隊「HK Celebrity Coach」。2021年4月，他開始與何廣沛及方紹聰合作經營 YouTube 頻道「食腦 BrainStorming」。
2025年2月，郭子豪宣佈結束與無綫電視的藝人合約，回復為自由身藝人。

## 事件

### 醉酒駕駛
2019年3月27日，郭子豪在尖沙咀麼地道近梳士巴利道交界駕駛私家車時遇到警察路障，被截停要求進行酒精呼氣測試時錄得約50度，較法定上限大概超標一倍，故被警方以涉嫌酒後駕駛罪名拘捕，期間也報稱不適，需由救護車送往伊利沙伯醫院。但他事後曾向傳媒否認相關指控和自稱當時身在家中，整晚沒有駕駛出外，至同日下午才承認責任且公開致歉。同年6月11日，他在九龍城裁判法院被裁定一項醉酒駕駛罪名（案件編號：KCCC1430 / 2019）成立，須接受90小時社會服務令、停牌1年和自費報讀駕駛改進課程。

### 桃色緋聞
2019年5月，香港媒體報道郭子豪疑與無綫電視女藝人鄧卓殷偷情，兩人被指於年初因拍攝無綫電視節目《娛樂大家》而互生情愫，更經常在健身室幽會。有網民曾於4月時目睹男方趁女友身在美國工作期間，跟一名個子矮小、疑為鄧卓殷的女性到外地遊玩，亦有網民以她衣著與疑為鄧郭二人外遊照比較起來，推證相中女性是鄧卓殷；另外傳媒也拍攝出兩人一同參觀樓盤的相片，顯示雙方舉止親暱。而郭子豪回應事件時，聲稱「情變」不牽涉第三者，即使據其前度女友透過社交平台上指責「有人說謊」。2020年7月，他公開承認與鄧卓殷交往。2024年2月14日，他在社交平台宣布他跟鄧卓殷已經訂婚，並於2025年4月19日舉行婚禮。

## 演出作品

### 電視劇（無綫電視）
| 首播            | 劇名               | 角色                     |
| 2016年          | 廉政行動2016       | 陳子衡（Hen）            |
| 2016年          | 火線下的江湖大佬   | 秘 書                    |
| 2016年          | 一屋老友記         | Gordon                   |
| 2016年          | 愛·回家之八時入席  | Alex                     |
| 2016年          | 巨輪II             | 手 下                    |
| 2016年          | 幕後玩家           | 醫生                     |
| 2017年          | 財神駕到           | 蔣委員                   |
| 2017年          | 親親我好媽         | 連國佳（Hugo）           |
| 2017年          | 我瞞結婚了         | 帥 哥（咖啡天王）        |
| 2017年          | 同盟               | 足球員                   |
| 2017年          | 雜警奇兵           | 李俊基                   |
| 2017年          | 誇世代             | 東 延                    |
| 2018年          | 三個女人一個「因」 | 唐米尼（Dominic）        |
| 2018年          | 翻生武林           | 純真派弟子               |
| 2018年          | 棟仁的時光         | 狄 倫                    |
| 2018年          | 跳躍生命線         | 陸昊然（六號）           |
| 2018年          | 救妻同學會         | 黃俊熙                   |
| 2019年          | 婚姻合伙人         | 貝 龍                    |
| 2019年          | 包青天再起風雲     | 展 澎                    |
| 2020年          | 法證先鋒IV         | 余偉鼎（鼎少）           |
| 2020年          | 使徒行者3          | 阿 冼                    |
| 2021年          | 陀槍師姐2021       | George                   |
| 2021年          | 逆天奇案           | 余志光（Jason）          |
| 2021年          | 把關者們           | 高偉星（Dino）           |
| 2021年          | 星空下的仁醫       | 鄧偉聰（Larry）          |
| 2021年          | 十月初五的月光     | 金 勝                    |
| 2022年          | 金宵大廈2          | 金碩訓（Kim）/ 紙板人Kim |
| 2022年          | 食腦喪Ｂ           | 古德明                   |
| 2022年          | 美麗戰場           | 許公子                   |
| 2022年          | 超能使者           | Stanley                  |
| 2022年          | 輕·功              | 小刀哥                   |
| 2023年          | 隱形戰隊           | 周大力                   |
| 2023年          | 法言人             | 賴 生                    |
| 2025年          | 奪命提示           | 黎燕德                   |
| 邵氏兄弟        |                    |                          |
| 2018年          | 飛虎之潛行極戰     | 白豪天（豪犬）           |
| 2022年          | 飛虎之壯志英雄     | 范少鋒（青年）           |
| big big channel |                    |                          |
| 2019年          | 我老婆唔係人       | 丈 夫 / 堪輿大師         |
| see see tvb     |                    |                          |
| 2020年          | 每個女人都係⋯      | Tony                     |

### 綜藝節目（無綫電視）
| 首播            | 節目名                              | 備註                     |
| 2016年          | Sunday好戲王                        | 生力軍成員               |
| 2019年          | 娛樂大家                            | 第1、2輯娛樂家族成員之一 |
| 2020年          | 娛樂大家10點半                      | 娛樂家族成員之一         |
| 2020年          | 娛樂大家                            | 第4輯 娛樂家族成員之一   |
| 2020年          | 我和港姐有個約會                    | 演出                     |
| 2020年          | 衝上雲霄大選                        | 演出                     |
| 2021年          | 開心大綜藝                          | 演出                     |
| 2021年          | 好聲好戲                            | 演出                     |
| 2021年          | 萬眾同心公益金                      | 演出                     |
| 2021年          | 死因有可疑                          | 演出                     |
| 2021年          | 識貨                                | 演出                     |
| 2021年          | 明星運動會                          | 演出                     |
| 2021年          | 開心大綜藝之暑假玩到盡              | 演出                     |
| 2021年          | We Miss Hong Kong STAY-cation晉級賽 | 演出                     |
| 2021年          | Sing空下的仁醫                      | 演出                     |
| 2022年          | 諸朋戀友                            | 演出                     |
| big big channel |                                     |                          |
| 2018年          | big big channel 麻雀王劇鬥四方城    | 演出                     |

### 主持節目（無綫電視）
| 首播      | 節目名                 | 備註                                                         |
| 2015年    | 街坊廚神舌戰新台韓     | 副主持之一                                                   |
| 2016年    | 街坊廚神舌戰愛情食物鏈 | 副主持之一                                                   |
| 2017年    | 玩轉香港日與夜         | 第9集主持之一（與陳庭欣、莊思敏、莊思明）                    |
| 2023-24年 | 真係唔好笑             | 主持之一（與何廣沛、麥美恩、馮盈盈、羅毓儀、方紹聰、彭慧中） |

### 音樂錄像
| 年份   | 歌名       | 歌手                 |
| 2015年 | 揚帆       | 鄭俊弘               |
| 2016年 | 伊人當自強 | 康華、樊奕敏、馬蹄露 |
| 2017年 | 最後也分開 | 譚嘉儀               |
| 2018年 | 家長指引   | 谷祖琳               |
| 2018年 | 服務家長   | 谷祖琳               |

### 電台節目
- 2018年6月18日：香港電台普通話台《U秀幫》 - 嘉賓

### 廣告
| 年份   | 產品                               |
| 2012年 | Abercrombie & Fitch by Bruce Weber |
| 2013年 | Hush Puppies                       |
| 2013年 | 富豪月餅                           |
| 2013年 | 周大福                             |
| 2014年 | 富豪月餅                           |
| 2014年 | iclub                              |
| 2014年 | Theory                             |
| 2014年 | Coach                              |
| 2015年 | CK                                 |
| 2015年 | Reebok                             |
| 2016年 | Braun                              |
| 2016年 | Porsche                            |
| 2016年 | 美國萬通                           |
| 2017年 | Goji Studios                       |

### 其他
- 2019年10月15日：《MORE 張彥博MUSIC 2019》演唱會 - 演出嘉賓

## 音樂作品

### 歌曲
- 2016年：《乘風》（Amazing Summer 主題曲；與無綫電視群星合唱）
- 2022年：《大志》（《食腦喪Ｂ》片尾曲；與何廣沛及方紹聰合唱）

## 獎項與提名
| 年份   | 獎項                                                                            | 結果       |
| 2017年 | TVB 馬來西亞星光薈萃頒獎典禮2017「最喜愛 TVB 飛躍進步男藝員」                   | 提名       |
| 2017年 | TVB 馬來西亞星光薈萃頒獎典禮2017「最喜愛 TVB 電視角色」                         | 提名       |
| 2018年 | 2018 PCA PRO 及香港健美及運動體適能錦標賽「第一屆華南地區男子運動模特組別冠軍」 | 獲獎       |
| 2018年 | 觀眾在民間電視大奬2018「民選飛躍男藝員」                                        | 得票第五名 |
| 2018年 | 觀眾在民間電視大奬2018「民選最佳戲劇拍檔」（與何廣沛及張彥博）                  | 提名       |
| 2018年 | 萬千星輝頒獎典禮2018「最佳男配角」                                              | 提名       |
| 2018年 | 萬千星輝頒獎典禮2018「最受歡迎電視拍檔」（與何廣沛、羅天宇及張彥博）            | 提名       |
| 2018年 | 2018香港電視大獎「男配角獎（劇集）」                                            | 提名       |
| 2020年 | 萬千星輝頒獎典禮2020「飛躍進步男藝員」                                          | 提名       |
| 2021年 | 萬千星輝頒獎典禮2021「飛躍進步男藝員」                                          | 提名       |
| 2022年 | 萬千星輝頒獎典禮2022「最受歡迎電視男角色」                                      | 提名       |
| 2022年 | 萬千星輝頒獎典禮2022「最佳男配角」                                              | 提名       |